# Mobicom
Mobicom Corporation (mong. Мобиком Корпораци) – mongolski operator telefonii komórkowej.
Przedsiębiorstwo zostało założone w 1996 roku. W 2006 r. operator miał 466 tys. abonentów.